# 4chan
4chan är ett engelskspråkigt internetforum som är utformat så att man lätt kan dela ut och kommentera bilder anonymt. 4chan har många olika så kallade "boards" för olika ämnen.  

## Historik
4chan startade den 1 oktober 2003 av Christopher Poole(en) som även är känd under aliaset Moot. 
Poole var i mitten av tonåren när han startade sidan. 4chan var ursprungligen tänkt att vara en motsvarighet till den japanska sidan Futaba Channel, även kallat 2chan. Nätaktivistgruppen Anonymous bildades på 4chan kring år 2004 för att komma att bli som mest populära 2008–2009. Ett av gruppens tidiga syften var att attackera och trolla Scientologkyrkan. I takt med att sociala medier blivit populära har sidor som 4chan tappat i popularitet. Forumet hade dock ett uppsving under presidentvalet i USA 2016 då man kom att producera mängder av memer och material som tog ställning för Trump. Bilderna fördes sedan vidare till Reddit och Twitter där de fick stor spridning. Det publicerades även fejknyheter på 4chan som i några fall plockades upp och publicerades av massmedia.

## Boards i urval

### /b/
Det största flödet på 4chan kallas /b/, en övrigt-kategori där alla inlägg platsar, avsikten är att ha högt i tak. Även inlägg om kriminella aktiviteter postas på 4chan och under en period hade forumet problem med att barnpornografi postades där. Under tidiga 2000-talet frodades trollkulturen på 4chan, men det var även en plats för kreativitet där många internetmemes skapades. Då nästan allt material är tillåtet på 4chan har det bland annat blivit ett tillhåll för nazister vilket medförde att underkategorin /pol/ skapades år 2011 som ett särskilt ställe att posta högerextremt material.

### /diy/
DIY är 4chans Do-It-Yourself board. Här kan användare få hjälp med olika projekt. Inte sällan handlar dessa om högtalarbyggen, olika typer av renoveringar, slöjd och så vidare.

### /pol/
Pol, som står för Politically Incorrect, är ett mindre board på 4chan som primärt fungerar som en plattform för rasism och nynazistiska åsikter.

### /mlp/
4chans board för My Little Pony: Vänskap är magisk. Efter att användare på sidan blev trötta på att det spammades ponnyer överallt skapades regel 15 som förbjöd alla inlägg som handlade om My Little Pony eller bronies. /mlp/ skapades då för att ponny entusiaster skulle få ett nytt hem för att kunna diskutera tv-serien tillsammans utan att störa resten av sidan.